# De Kampioenen in het circus
De Kampioenen in het Circus is het 49ste stripalbum van F.C. De Kampioenen. Hec Leemans tekende de strip met medewerking van Tom Bouden. De strip is uitgegeven door Standaard Uitgeverij.

## Verhaal
Op zolder vindt Meneer Boma zijn clownspak terug van toen hij achttien was. Hij vertelt aan Doortje en Carmen dat hij een paar maanden in het circus gewerkt heeft en dat de zoon van de directeur zijn beste vriend was. Later vertelt Xavier hem dat er terug een circus in het dorp komt, circus Bonifacio. Het blijkt dat dat het circus is waar Meneer Boma werkte. Hij gaat vervolgens naar de burgemeester en vertelt hem dat ze het circus op het veld van de Kampioenen mogen zetten. Niet iedereen is er blij mee, behalve Pascale die denkt dat er veel volk naar haar café gaat komen. Doortje is bang voor alle wilde beesten, en Fernand klaagt over zijn duiven.
De volgende dag staat het circus al opgesteld, maar de burgemeester is ertegen omdat toen hij jong was er ooit een olifant op zijn voet is gaan staan. Die avond nodigt de directeur alle Kampioenen uit voor een feestje. Ze ontmoeten er alle artiesten, de clown, de trapezisten en ook een geheimzinnige fakir. In het circus zelf komen er wel veel problemen doordat alle dieren loslopen. Doortje wordt bijna gewurgd door een slang en wil weggaan, de andere Kampioenen gaan mee. De directeur begrijpt niet wat er gebeurd kon zijn en vraagt zich af wie de dieren los heeft gelaten. Tot overmaat van ramp zijn de artiesten ook nog eens ziek omdat ze Bomaworst gegeten hebben. Het is aan de Kampioenen om in het circus te werken, en dus gaan ze allemaal aan de slag in het circus, met lachwekkende gevolgen! Ook ontsnappen alle dieren uit hun kooien, volgens de directeur van het circus zou dit het werk zijn van het 'BBF'. Hij krijgt al een hele tijd dreigbrieven van hen. Krijgt de politie hen te pakken?

## Hoofdpersonages
- Balthasar Boma
- Carmen Waterslaeghers
- Xavier Waterslaeghers
- Bieke Crucke
- Mark Vertongen
- Pascale De Backer
- Maurice de Praetere
- Doortje Van Hoeck
- Pol De Tremmerie
- Fernand Costermans

## Gastrollen
- Meneer Borrelmans
- Burgemeester Freddy Van Overloop
- Tonio Bonifacio
- Inspecteur Porei
- Rasta Pastelli
- Marie-Paule Vertongen
- Theo Vertongen
- Kolonel Vandesijpe

Zal 't gaan, ja? · Mijn gedacht! · Buziness is buziness · Vliegende dagschotels · 't Is niet waar, hé? · De dubbele dino's · Kampioen zijn is plezant! · Kampioenen op verplaatsing · Tournee Zénérale · De ontsnapping van Sinterklaas · Xavier in de puree · Het sehks-schandaal · De kampioenen maken een film · Oma Boma · De huilende hooligan · Bij Sjoeke en Sjoeke · Het geval Pascale · De simpele duif · Supermarkske · Supermarkske slaat terug · Kampioenen aan zee · Boma in de coma · De dader heeft het gedaan · De wereldkampioenen · Sergeant Carmen · Het spiedende oog · Vertongen en zoon · Man, man, man! · Stem voor mij! · Gebakken lucht · Kampioenen op wielen · De zeep-serie · Kampioenen in Afrika · Supermarkske op de bres · Agent Vertongen · De trouwpartij · Kampioenen op latten · Buffalo Boma · De vliegende reporter · De groene zwaan · Xavier gaat vreemd · De lastige kampioentjes · Boma in de wellness · De antieke antiquair · Alle hens aan dek  · Supermarkske op het slechte pad  · De schat van de Macboma's · De Jobhopper · De Kampioenen in het circus · 50 Kaarsjes... · Baby Vertongen · De nies van de neus · Don Padre Padrone · De rally van tante Eulalie · Paulientje op de dool · Miss Moeial · Carmen in het nieuw · Het geheim van de kampioentjes · De Afronaut · De erfenis van Maurice · De Kampioenen maken ambras · Oma Boma trainer · DDT doet weer mee · 20 jaar later · De Kampioenen in Pampanero · Kampioentjes verliefd · Supermarkske is weer fit · De pil van Pol · Vertongen Vampier · Fernand gaat trouwen · De verdwenen kampioenen · Xaverius De Grote · Komen vreten · Dolle Door · Hello poepa · De vinnige voetballer · Vijftig tinten paarsblauw · Dokter Jekyll en mister Vertongen · De kampioenen van de filmset · De Kampioentjes en het spookkasteel · De Kampioenen in Rio · Boma op de klippen · Op zoek naar Neroke · Supermarkske bakt ze bruin · De Corsicaanse connectie · De lotto-kampioen · DDT op het witte doek · De geniale djinn · Paniek in de Pussycat · De kampioentjes maken het bont · De malle mascotte · De pakjesoorlog · Supermarkske is weer proper · De tandartsassistente · Maurice de zwijger · Pol en Doortje gaan scheiden · Allemaal cinema! · Boma burgemeester · De nieuwe kolonel · Alles loopt in het honderd · De bucketlist van Xavier · Bibi Carmen · De kampioentjes en de kroonprins · Vrouwen aan de macht · Patatten en saucissen · De bronzen beker · Supermarkske en de 7 dwergen · De Kampioenen trappen door · De grimas van een paljas · De verjaardagstaart · Kampioenen aan het front · Boma in de val · Terug naar Splotsj · Ginette · Gespuis in huis · De knecht van tante Eulalie · De bal is rond · De strijd der titanen